# Amélie Wenger-Reymond
Pour les articles homonymes, voir Reymond.
 (septembre 2016).
Amélie Wenger-Reymond, née Amélie Reymond le 18 juin 1987 à Bâle, est une skieuse suisse pratiquant le télémark. En plus de ses titres mondiaux, elle a aussi remporté deux titres mondiaux juniors (sprint et classique) ainsi qu'une médaille d'argent (slalom géant) en 2007 à Thyon en Suisse. Elle débute en coupe du monde lors de la même année.

## Biographie
Lors de la saison 2016-2017, elle remporte toutes les épreuves de la saison de coupe du monde (soit vingt victoires en autant de courses) et devient la première athlète à réussir cette performance,. Cette même saison, elle remporte également les trois épreuves disputées lors des championnats du monde.
Amélie Wenger-Reymond manque les saisons 2017-2018 et 2021-2022 en raison de grossesses.
Elle possède le record du nombre de victoires dans une compétition organisée par la FIS avec 164 succès en coupe du monde de télémark dans sa carrière.

## Vie privée
Elle est mère de deux enfants. À côté de sa carrière, elle travaille dans le domaine de la santé en tant qu'ingénieure.

## Détail des victoires
| Saison / Épreuve | Classique                                              | Classique Sprint                                                                              | Géant (jusqu'en 2011)                                                                | Sprint parallèle (depuis 2012)                                              | Total |
| 2007             | Bad Hindelang                                          |                                                                                               |                                                                                      | –                                                                           | 1     |
| 2008             | Montchavin-Les Coches Sugarbush                        | Pyhätunturi                                                                                   | Kobla Pyhätunturi                                                                    | –                                                                           | 5     |
| 2009             | Thyon Bjorli                                           | Kobla Rjukan Bjorli                                                                           | Thyon Kobla Rjukan Bjorli                                                            | –                                                                           | 9     |
| 2010             | Bjorli Rjukan Silverthorne Espot Montchavin-Les Coches | Rauris Bohinj (x2) Bjorli Rjukan Steamboat Springs (x2) Espot Montchavin-Les Coches           | Rauris Bjorli Rjukan Steamboat Springs Silverthorne (x2) Espot Montchavin-Les Coches | –                                                                           | 22    |
| 2011             | Thyon Méribel Hafjell                                  | Bad Hindelang Rauris (x2) Thyon Méribel                                                       | Bad Hindelang Rauris Hafjell                                                         | –                                                                           | 11    |
| 2012             | Steamboat Springs (x2) Espot                           | Bohinj Steamboat Springs (x2) Rjukan                                                          | –                                                                                    | Rjukan                                                                      | 8     |
| 2013             | Rauris Geilo                                           | Bohinj Rauris                                                                                 | –                                                                                    | Geilo                                                                       | 5     |
| 2014             | Rauris Steamboat Springs (x2) Geilo Rjukan             | Hintertux (x2) Les Contamines-Montjoie (x2) Steamboat Springs Funäsdalen Geilo Rjukan         | –                                                                                    | Hintertux Les Contamines-Montjoie Steamboat Springs Funäsdalen Geilo Rjukan | 19    |
| 2015             | Rauris Thyon Mürren Rjukan                             | Hintertux (x2) Bad Hindelang Golte (x2) Rauris Thyon Mürren (x2) Rjukan                       | –                                                                                    | Hintertux Bad Hindelang                                                     | 16    |
| 2016             | Les Contamines-Montjoie Espot Mürren                   | Hintertux (x2) La Plagne Les Contamines-Montjoie Espot Bad Hindelang Golte Rjukan (x2) Mürren | –                                                                                    | Hintertux La Plagne Bad Hindelang Rjukan                                    | 17    |
| 2017             | La Thuile Hurdal Rjukan Thyon                          | Hintertux (x2) La Thuile Méribel Krvavec Hurdal Rjukan Thyon                                  | –                                                                                    | Hintertux Méribel Krvavec Bad Hindelang (x2) Hurdal Rjukan Thyon            | 17    |
| Total            | 34                                                     | 60                                                                                            | 17                                                                                   | 22                                                                          | 133   |